# Yael Tauman Kalai
Pour les articles homonymes, voir Kalai (homonymie).
Yael Tauman Kalai est une cryptographe et informaticienne théorique israélienne qui travaille en tant que chercheuse principale chez Microsoft Research New England , et en tant que professeure auxiliaire au Massachusetts Institute of Technology dans le laboratoire d'informatique et d'intelligence artificielle.

## Éducation et carrière
Kalai est diplômée de l'université hébraïque de Jérusalem en 1997. Elle a travaillé avec Adi Shamir à l'Institut Weizmann, y a obtenu une maîtrise en 2001, puis a déménagé au Massachusetts Institute of Technology, où elle a terminé son doctorat en 2006 avec Shafi Goldwasser comme son conseiller doctoral. Elle a fait des études postdoctorales à Microsoft Research et à l'Institut Weizmann avant de devenir professeure au Georgia Institute of Technology. Elle a pris un poste permanent chez Microsoft Research en 2008,.  

## Contributions
Kalai est connue pour avoir co-inventé les signatures en anneau, qui sont devenues un élément clé de nombreux systèmes tels que Cryptonote (en) et Monero (crypto-monnaie). Par la suite, avec sa directrice de thèse Shafi Goldwasser, elle a démontré une insécurité dans l'heuristique de Fiat-Shamir largement utilisée. Son travail sur la délégation de calcul (en) a des applications au cloud computing.

## Prix et distinctions
Kalai est une conférencière invitée sur les aspects mathématiques de l'informatique au Congrès international des mathématiciens 2018.  
Sa thèse de maîtrise présentant les signatures en anneau a remporté un prix de thèse de maîtrise exceptionnel  et la thèse de doctorat du MIT a reçu le prix George M. Sprowls pour une thèse de doctorat exceptionnelle en informatique .  
Elle a coprésidé la conférence de Theory of Cryptography en 2017.
En 2022, elle a reçu le Prix ACM en informatique.

## Publications
- (en) Shafi Goldwasser et Yael Tauman Kalai, « Cryptographic Assumptions: A Position Paper », dans Theory of Cryptography, Springer Berlin Heidelberg, 19 décembre 2015 (ISBN 9783662490952, DOI 10.1007/978-3-662-49096-9_21, lire en ligne), p. 505–522.

## Personnel
Kalai est la fille du théoricien des jeux Yair Tauman (en). Son mari, Adam Tauman Kalai, travaille également chez Microsoft Research.  